# Benue (rzeka)
Benue lub Bénoué – rzeka w zachodniej Afryce, w Kamerunie i Nigerii. Główny dopływ Nigru.
Długa na około 1400 km. W porze deszczowej jest żeglowna aż do miasta Garoua. Z tego względu w miesiącach letnich staje się szlakiem transportowym. Jej źródła leżą na Wyżynie Adamawa w północnym Kamerunie, skąd płynąc na zachód przecina Garoua, wpływa do Nigerii i przechodząc przez Yolę, Ibi i Makurdi, wpada do Nigru w Lokoji. W jej górnym biegu znajduje się Park Narodowy Benue. Głównym dopływami Benue są: Mayo Kébbi, Gongola, Faro, Katsina Ala.